# Wiktor Osik
Wiktor Jerzy Osik (ur. 14 czerwca 1947 w Łukowcu, zm. 28 maja 2015 w Sokołowie Podlaskim) – polski polityk, poseł na Sejm III i IV kadencji.

## Życiorys
Ukończył w 1978 studia na Wydziale Prawa i Administracji Uniwersytetu Marii Curie-Skłodowskiej. Od 1966 do rozwiązania należał do Polskiej Zjednoczonej Partii Robotniczej, był m.in. I sekretarzem komitetu gminnego PZPR w Łukowie. Od 1990 działał w Socjaldemokracji Rzeczypospolitej Polskiej, w 1999 przystąpił do Sojuszu Lewicy Demokratycznej.
Pracował m.in. jako sekretarz urzędu gminy w Łukowie i nauczyciel w zespole szkół rolniczych. W latach 1997–2001 był zastępcą wójta gminy Łuków. Od 2011 do śmierci był sekretarzem gminy.
Z ramienia SLD od 1997 do 2005 pełnił funkcję posła na Sejm III i IV kadencji z okręgów siedleckiego i lubelskiego. W wyborach parlamentarnych w 2005 bez powodzenia ubiegał się o reelekcję.
Pochowany na starym cmentarzu parafialnym w Łukowie.